# جينيفر غراي
جينيفر غراي (30 أبريل 1993 بدبلن في جمهورية أيرلندا - ) (بالإنجليزية: Jennifer Gray)‏ هي لاعبة كريكت أيرلندية. شاركت مع منتخب أيرلندا للكريكت. أما مع النوادي، فقد لعبت مع YMCA Cricket Club ‏ وDublin University Cricket Club ‏.

## وصلات خارجية
- جينيفر غراي على موقع إي آس بي آن كريك إنفو (الإنجليزية)